# Hinterbuch
Hinterbuch est une localité autrichienne. Elle fait partie de la commune de Perwang am Grabensee du district de Braunau am Inn en Haute-Autriche.